# Lanceonotus crassicornis
Lanceonotus crassicornis är en insektsart som beskrevs av Capener 1972. Lanceonotus crassicornis ingår i släktet Lanceonotus och familjen hornstritar. Inga underarter finns listade i Catalogue of Life.